# 中津川市立南小学校川上分校
中津川市立南小学校川上分校 （なかつがわしりつ みなみしょうがっこう　かおれぶんこう）は、かつて岐阜県中津川市に存在した公立小学校の分校。

## 概要
- 南小学校の分校であり、校区は中津川市中津川南部（通称：川上地区）[注釈 1]、及び中津川市阿木北部（通称：阿木川上）である。この地区は木曽川支流の中津川の上流に位置し、川上分校は本校の南小学校から約8km離れていた。
- 2019年現在、岐阜県で最後に廃校となった分校である[注釈 2][1]。
- 廃校後、校舎は改修及び増築され、文楽の里楽生館として使用されている。

## 沿革
- 1880年（明治13年） - 中津川村大字川上に興風第三校が開校。
- 1886年（明治19年） - 川上簡易科小学校に改称する。
- 1890年（明治23年）
  - 4月 - 阿木村川上地区[注釈 3]の児童を委託される。
  - 7月10日 - 中津川村が町制施行。中津川町となる。
- 1897年（明治30年）
  - 4月1日 - 中津川町、駒場村、手賀野村が合併し、中津町が発足。
  - 4月 - 中津尋常小学校に統合され、川上分教場となる。
- 1941年（昭和16年）4月1日 - 中津中国民学校川上分教場となる。
- 1947年（昭和22年）4月1日 - 中津町立南小学校川上分校となる。
- 1951年（昭和26年）4月1日 - 中津町と苗木町が合併し中津川町が発足。同時に中津川町立南小学校川上分校となる。
- 1952年（昭和27年）4月1日 - 中津川町が市制施行、中津川市となる。同時に中津川市立南小学校川上分校となる。
- 2003年（平成15年）3月31日 - 廃止。

## その他
- 川上分校で行われていた川上地区の文化祭は、廃校後は「川上花博」と名称を変更し行われている。開催場所は文楽の里楽生館であるが、2018年現在も「旧南小学校川上分校」「旧川上分校」と案内されている[2][3]。